# دري كريبت
دري كريبت (بالإنجليزية: DRE Crypt) هو نظام الوصول المشروط إلى برامج البث الرقمي إلى عدد محدود من الأشخاص المؤهلين.
نظام الوصول المشروط دري كريبت يشمل معدات هرولة رئيسية وفك تشفير للمشترك. ترتبط المعدات الرئيسية بنظام التعديد والهرولة لتيار النقل، وتستخدم لإدارة إغلاق البرامج التلفزيونية والبيانات، ولإدخال معلومات الخدمية وغير خدمية الإضافية ولإدارة المشتركين.

## تسليم نموذجي
يتم تثبيت النظام على ملقمات إنتاجية، ويشمل جميع البرامج الضرورية المرخصة ومتاحة على أساس تسليم المفتاح.
ملقمات : هيوليت باكارد إتش بي ProLiant DL120 G5
الموجهات : سلسلة سيسكو 851
البرمجيات : مايكروسوفت ويندوز نسخة اصلية 2008 خادم الروسي، الأصلي مايكروسوفت مزود خدمة 2008 النسخة الروسية

## الميزات الرئيسية
وسط الإذاعة: الأقمار الصناعية والكابلات وأثيري
معايير البث: DVB-S2 ،DVB-S، DVB-C، DVB-T، DVB-T2
معايير تشفير الفيديو : MPEG2-SD, MPEG2-HD, MPEG4-SD, MPEG4-HD
عدد المشتركين: 1 – 000 000 100 (مائة مليون مشترك)
عدد من فئات الاشتراك: 1-256
عدد الخدمات مشفرة: غير محدود
فترة تغيير مفاتيح التشغيل: 1-6039 دقيقة
خوارزمية الهرولة: CSA (خوارزمية الهرولة العامة)
وضع دعم DVB SimulCrypt : نعم
سجل في DVB : نعم (0x4AE0 - 0x4AE1)
واجهة مراقبة : ويب
واجهة للاتصال معدات مشغل : إيثرنت سريعة Base T 100
القدرة المشغل على إرسال رسائل نصية فردية وجماعية إلى للمشتركين
وحدات إضافية لتوسيع قدرات المشغل
خيارات أجهزة المشتركين : تعيين أعلى بوكس (قمة مجموعة مربع + البطاقة الذكية، وحدة دري CI + بطاقة ذكية

## التليفزيون الفضائي
| الأجهزة          | الرئيسية: صحن هوائي، محول، استقبال \ بطاقة DVB الإضافية: كام، فتحة كاريتاس، دايسك التبديل، USALS – ميضعة، محرك، المحول المتعدد، متعدد التغذية، ميضعة. |
| وصول إلى المحتوى | مشروط: (ترميز) : بيسس• كوناكس • دري كريبت • فياكسس • إرديتو • فيديو غارد• روسكريبت - م مجاني: مجانا للهواء، غير شرعي: فصائي قرصاني |
| المصطلحات        | الفضائيات: الفرقة سي وكو • مباشر إلى البيوت • أوربت • الاستقطاب • حزام كلارك • قمر صناع • مرسل مستجيب تليفزيون رقمي: DVB-S، DVB-S2، FEC، QPSK، SDTV، HDTV، SR |
| بعض المشغلون     | روسيا : "اكتيف ت.ف." • "قطار الشرق السريع" / "تلفزيون القارة" • "ن.ت.ف. بلس" • "بلاتفورم هد" • "رادوغة تلفزيون" • "المشهد" • "تيليكارد" • "تريكولور ت.ف." كازاخستان : "أوتاو تلفزيون" • "جريك"، أوكرانيا : "MYtv" • "السطحية +" • "أوكركوسموس"، السويد :"Viasat" |